# Aspenbach (Ablach)
Der Aspenbach ist ein rechter Nebenfluss der Ablach in Baden-Württemberg. Er entspringt in einem Waldgebiet südöstlich von Meßkirch, fließt in etwa nordwestlicher Richtung, durchläuft am Waldaustritt den Aspenweiher und mündet nach 3,2 Kilometern zwischen Bichtlingen und Schnerkingen von rechts in die obere Ablach.
Sein Unterlauf ist Gemeindegrenze zwischen Sauldorf und Meßkirch.

## Quelle
- Landesvermessungsamt Baden-Württemberg: Freizeitkarte Sigmaringen Tuttlingen. 1:50.000